# Silversun Pickups
Silversun Pickups (SSPU) — американський інді рок-гурт з Лос-Анджелесу, штат Каліфорнія. Свій дебютний EP «Pikul» гурт видав в липні 2005 року, повноцінний лонгплей Carnavas — 26 липня 2006 року.
Лідер гурту — Браян Оберт.

## Склад
- Браян Оберт (вокал/гітара)
- Ніккі Монінгер (бас-гітара/вокал)
- Кристофер Гуанлао (барабани)
- Джо Лестер (клавішні)

## Історія
Починали Silversun Pickups граючи в різноманітних клубах Лос-Анджелесу. В 2006 гурт вже грав на розігріві в австралійських хард-рокерів Wolfmother, а також були в турах з OK Go та Snow Patrol.
Музику гурту часто порівнюють з легендарними The Smashing Pumpkins. Останньою виданою платівкою Silversun Pickups є збірка реміксів на пісні з Carnavas та Pikul.

## Дискографія

### Альбоми
- 2006: Carnavas (Dangerbird)
- 2009: Swoon рецензія від журналу Rolling Stone
- 2012: Neck of the Woods
- 2015: Better Nature

### EP
- 2005: Pikul (EP) (Dangerbird)
- 2007: Remixes (EP) (Dangerbird)

### Сингли
- 2006: «Lazy Eye» (Dangerbird) (#5 US Modern Rock) (#2 Bubbling Under Hot 100 Singles)
- 2007: «Future Foe Scenarios» (Dangerbird)
- 2007: «Well Thought Out Twinkles» (Dangerbird) (#9 US Modern Rock)
- 2007: «Little Lover's So Polite» — (Dangerbird)